# 高山佳代
高山 佳代（たかやま かよ、1968年5月23日 - ）は、日本の元女子バレーボール選手。

## 人物
新潟県長岡市出身。
長岡市立南中学校に入学後、女子バレーボール部に入部、「なんとなく」バレーボールを始める。
長岡商業高校進学後もバレーボール部に所属し、卒業後の1987年に日本リーグのイトーヨーカドー（当時）に入部。
1992年、第25回日本リーグでチーム準優勝に大きく貢献し、自らも敢闘賞とブロック賞を受賞。チームはベスト6に輝いた。
1997年に現役引退。

## 所属チーム
- 市立南中学
- 長岡商業高校
- イトーヨーカドープリオール（1987-1997年）

## 受賞歴
- 1992年 - 第25回日本リーグ 敢闘賞、ブロック賞、ベスト6
- 1995年 - 第1回Vリーグ ベスト6